# Adam Mirza
Adam Mirza (* im 20. Jahrhundert) ist ein US-amerikanischer Komponist, Musikwissenschaftler und -pädagoge.

## Leben
Das wissenschaftliche Interesse Mirzas gilt der experimentellen und elektronischen Musik, dem immersiven Musiktheater, der Musiktechnologie und avantgardistischen Ästhetik. In seiner Dissertation stellte er Verbindungen zwischen den Theorien Hannah Arendts und den ästhetischen Praktiken bei Glenn Gould, Karlheinz Stockhausen und Helmut Lachenmann her. Er unterrichtet als Assistant Professor Komposition an der Emory University in Atlanta.
Als Komponist arbeitet Mirza mit Ensembles für neue Musik wie dem International Contemporary Ensemble, dem JACK Quartet, dem Argento Ensemble, dem New Thread Quartet und dem Ekmeles Vocal Ensemble zusammen. Seine Werke wurden u. a. bei den Tagen für neue Musik Zürich, beim New York Electroacoustic Music Festival, am DiMenna Center for Classical Music in New York, am Oleksandr Dovzhenko Centre in Kiew und bei der North American Saxophone Alliance aufgeführt. Als Gründer und Co-Direktor der Organisation für neue Musik Amp New Music organisiert er Konzerte mit Werken zeitgenössischer Komponisten.

## Werke
- Spiral Passages für zwei Violinen, 2000
- if then there für Kammerensemble, 2001
- Die Knospe verschwindet in dem Hervorbrechen der Blüte für Altsaxophon, 2004–06
- Time Patterns für Violine, Viola oder Cello, 2005–06
- Line Noise für elektrische Gitarre und Effekte, 2007
- Body-Process: Ritual für Tenorsaxophon, 2008–09
- Partial Knowledge (Situational Ethics) für Kammerensemble, 2010
- QXTR für Streichquartett, 2010
- Strike für drei Perkussionisten, 2011
- Safe Words für fünf Vokalisten, 2012
- Triangles für Flöte, Violine und Klavier, 2012, 2018
- Reading: (A Mish-Mash) / For a Man / I will never für Stimme, Trompete, Posaune und Bassklarinette, 2013
- Its a Secret für sechs Performer, 2014
- Inside Out für Audio, 2015
- Space Phase für Audio, 2018
- Appeals of Distance für Horn und Audio, 2018
- Cracks für Altsaxophon und Perkussion, 2019